# Liste der Baudenkmäler in Schmidmühlen
Auf dieser Seite sind die Baudenkmäler in dem Oberpfälzer Markt Schmidmühlen zusammengestellt. Diese Tabelle ist eine Teilliste der Liste der Baudenkmäler in Bayern. Grundlage ist die Bayerische Denkmalliste, die auf Basis des Bayerischen Denkmalschutzgesetzes vom 1. Oktober 1973 erstmals erstellt wurde und seither durch das Bayerische Landesamt für Denkmalpflege geführt wird. Die folgenden Angaben ersetzen nicht die rechtsverbindliche Auskunft der Denkmalschutzbehörde.
 Die Liste gibt den Fortschreibungsstand vom 6. September 2018 wieder und umfasst 34 Baudenkmäler.

## Ensembles

### Ensemble Ortskern Markt Schmidmühlen

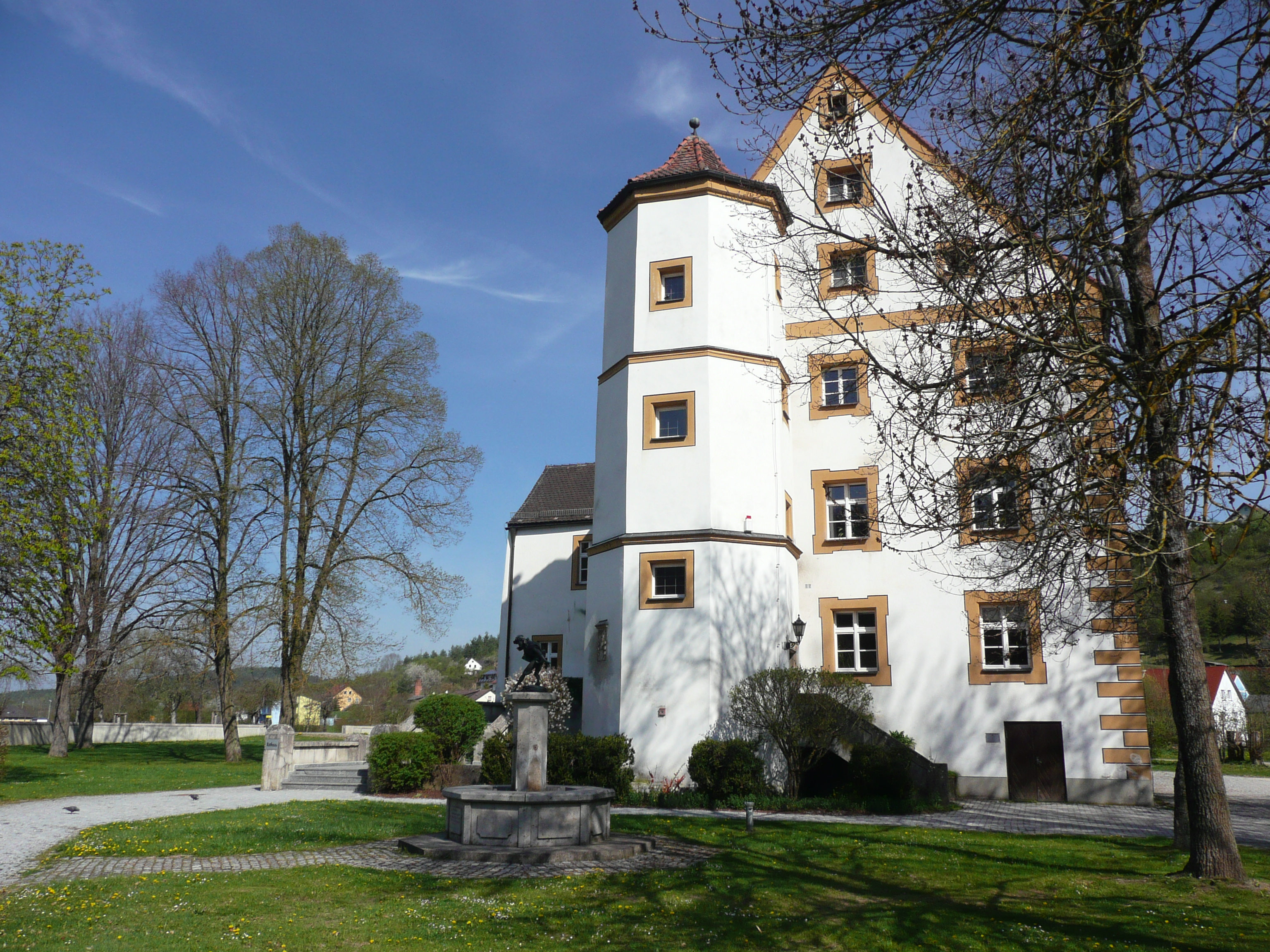
Oberes Schloss (Rathaus)

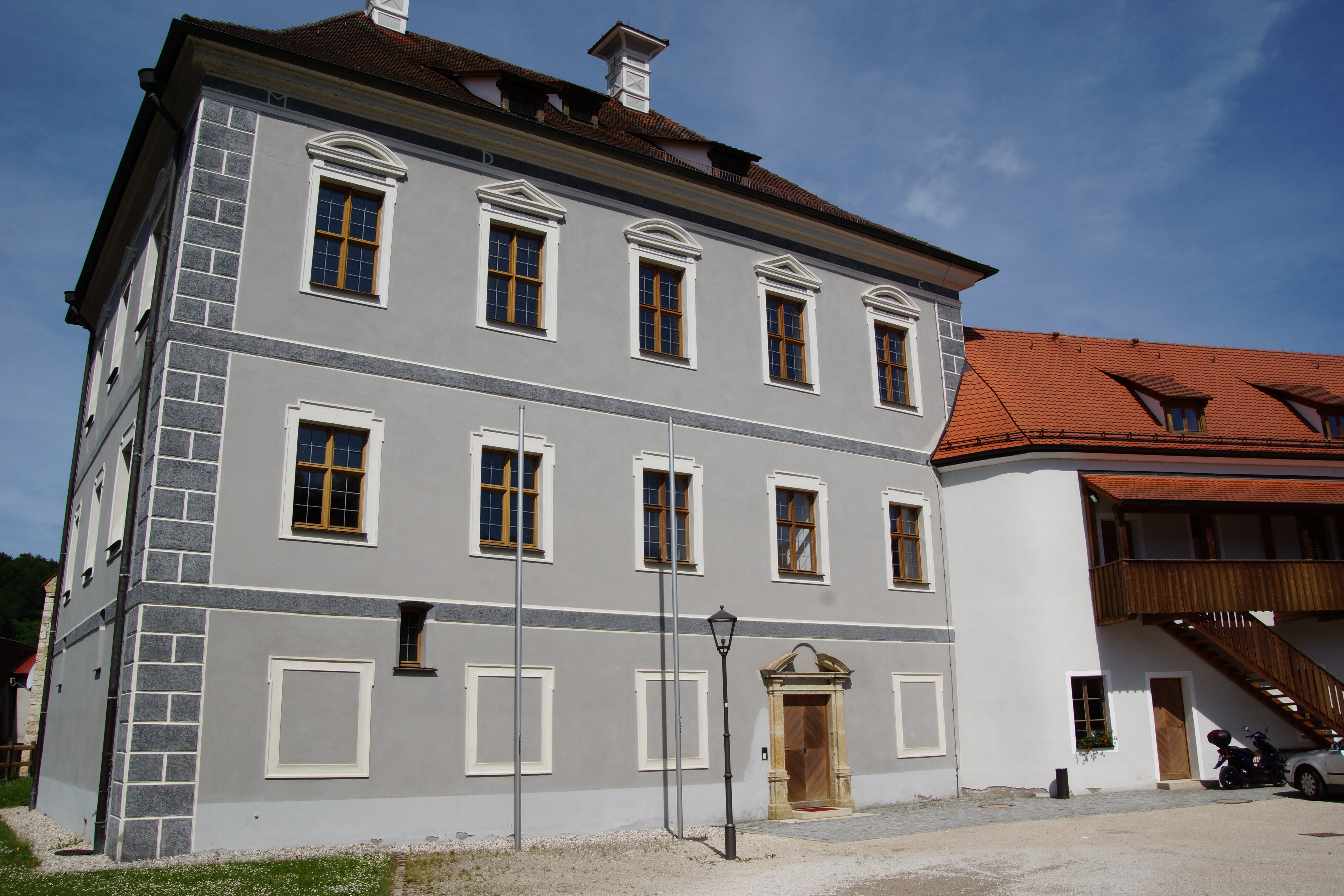
Unteres Schloss (Hammerschloss)

Schmidmühlen, bekannt als Geburtsort des Bildschnitzers Erasmus Grasser, liegt am Zusammenfluss von Lauterach und Vils in einem Juratalboden. Kurz vor der Einmündung in die Vils bzw. Alte Vils teilt sich die Lauterach in zwei Arme, die dann den alten Siedlungsraum des Ortes, der sonst wohl nicht befestigt war, umschließen. Dieser günstigen Voraussetzung durch den Fluss verdankt der Ort seine Entstehung und seinen einstigen Wohlstand. Eine Handelsstraße, die zwischen Lauterhofen und Premberg verlief, kreuzte hier den Flusslauf der von Handelsschiffen befahrenen Vils. Das Wasser der kleineren Lauterach trieb verschiedene Mühlen und den Eisenhammer im Unteren Schloss an. Die Verhüttung der in der Gegend vorkommenden Erze war für Schmidmühlen nicht ohne Bedeutung. 
Der Ort, bereits im Jahr 1000 erstmals urkundlich erwähnt, hat 1270 nachweislich das Marktrecht und einen Amtssitz. Baulicher Mittelpunkt ist die katholische Pfarrkirche St. Ägidius, die 1972/73 umgestaltet und erweitert wurde. Längs der Hauptstraße, die früher Langgasse hieß, stehen vorwiegend giebelständige Häuser der Wirte und Handwerker, im Kern meist aus dem 17. und 18. Jahrhundert. Quer dazu verläuft von Nord nach Süd ein weiterer Straßenzug, der von der Post- und der
Hammerstraße gebildet wird. Am Ende der Hammerstraße steht das Hammerschloss (Unteres Schloss). Der mehrgeschossige Bau dieses alten Eisenhammers mit seinem hohen Walmdach bestimmt seit Jahrhunderten die Silhouette des Ortes. Den Gegenpol dazu bildet das Obere Schloss am nordwestlichen Ende des Marktes. Dort dürfte früher der Sitz des pfalzneuburgischen Richters gewesen sein, der von hier aus das Amt Schmidmühlen verwaltete. Der Renaissancebau dient jetzt als Rathaus der Marktgemeinde. Jenseits von Lauterach und Alter Vils schließen sich im Norden und Osten zwei kleine Vorstädte an den alten Ortskern an.
Aktennummer: E-3-71-148-1

## Baudenkmäler nach Ortsteilen

### Schmidmühlen
| Lage                                            | Objekt                                                             | Beschreibung | Akten-Nr.     | Bild                                          |
| ----------------------------------------------- | ------------------------------------------------------------------ | --- | ------------- | --------------------------------------------- |
| Am Anger (Standort)                             | Marienkapelle                                                      | Ziegelbau mit Zeltdach, zweite Hälfte 19. Jahrhundert. | D-3-71-148-30 | weitere Bilder                                |
| Hammerstraße 2 (Standort)                       | Ehemaliges Ackerbürgerhaus                                         | Zweigeschossiger, verputzter Massivbau mit Krüppelwalmdach, 17. Jahrhundert. | D-3-71-148-1  | Ehemaliges Ackerbürgerhaus                    |
| Hammerstraße 11, 13 (Standort)                  | Ehemaliges Ackerbürgerhaus                                         | Zweigeschossiger, verputzter Massivbau mit Krüppelwalmdach und Rundbogen-Tordurchfahrt zum Schloss, 19. Jahrhundert. | D-3-71-148-2  | weitere Bilder                                |
| Hammerstraße 15; 20/24 (Standort)               | Ehemaliger Gasthof Goldener Anker                                  | Stattlicher, zweigeschossiger Bruchsteinbau in Ecklage, mit Krüppelwalmdach, Putzgliederung, Giebelluken und polygonalem Fachwerkerker, 1532 als stattliches Lagerhaus des Marktes und Nürnberger Kaufleuten errichtet, ursprünglich Treppengiebel und Dachreiter, nach Einstellung der Vilsschifffahrt Umgestaltung zum Gasthof, um 1840, schmiedeeiserner klassizistischer Ausleger aus dieser Zeit, Hochwassermarke von 1909; angrenzender Torbogen; Nebengebäude, eingeschossiger Bruchsteinbau mit Satteldach. | D-3-71-148-3  | Ehemaliger Gasthof Goldener Anker             |
| Hammerstraße 17 (Standort)                      | Wohnhaus                                                           | Zweigeschossiger, giebelständiger und verputzter Massivbau mit Satteldach, Treppengiebel und Giebelluken, im Kern 16. Jahrhundert. | D-3-71-148-4  | Wohnhaus                                      |
| Hammerstraße 30; 26; 28; 33 (Standort)          | Ehemaliges Hammerschloss, sogenanntes Unteres Schloss              | Hammerherrenhaus, dreigeschossiger Massivbau mit Walmdach und Putzgliederung mit Eckrustika, Kernbau wohl um 1470 mit Erweiterung in der Renaissance, Umgestaltung mit Aufstockung um das zweite Obergeschoss 1700 (bezeichnet) – 1705; nördlich angebaute Nebengebäude, zweigeschossige Massivbauten mit Satteldächern, das südwestliche mit tonnengewölbter Toreinfahrt, im Kern drittes Viertel 18. Jahrhundert, Umbau um 1865, das nordöstliche bezeichnet mit „1765“, heute Vereinsheim; zugehöriger Stadel, sogenannter Fochtnerstadel, zweigeschossiger, verputzter Bruchsteinbau 1695/96 (dendrochronologisch datiert) mit Anbau 1755/56 (dendrochronologisch datiert). | D-3-71-148-6  | weitere Bilder                                |
| Hammerstraße 31 (Standort)                      | Wohnhaus                                                           | Zweigeschossiger Massivbau in Ecklage, mit Satteldach und einfacher Putzgliederung, erste Hälfte 19. Jahrhundert. | D-3-71-148-7  | Wohnhaus                                      |
| Hauptstraße 2 (Standort)                        | Ehemaliges Ackerbürgerhaus                                         | Eingeschossiger Massivbau in Ecklage, mit Satteldach, einfacher Putzgliederung und Figurennische, erste Hälfte 19. Jahrhundert. | D-3-71-148-9  | Ehemaliges Ackerbürgerhaus                    |
| Hauptstraße 6, 8 (Standort)                     | Wohnhaus, Doppelhaus                                               | Zweigeschossiger, giebelständiger Massivbau mit Krüppelwalmdach, die östliche Hälfte um 1570 (dendrochronologisch datiert), sehr früher liegender Dachstuhl, die westliche Hälfte mit einfacher Putzgliederung, um 1820; Schwibbogen. | D-3-71-148-10 | Wohnhaus, Doppelhaus                          |
| Hauptstraße 10 (Standort)                       | Gasthof                                                            | Dreigeschossiger Putzbau mit Satteldach, Fachwerk im zweiten Obergeschoss, Giebelluke und profiliertem Türgewände, im Kern wohl 17. Jahrhundert, heutiges Aussehen 1835 (Inschrift Hopfentor „18 E.A.I.Sch. 35“). | D-3-71-148-12 | Gasthof                                       |
| Hauptstraße 12; Hauptstraße 14 (Standort)       | Wohnhaus                                                           | Zweigeschossiger, giebelständiger und verputzter Massivbau mit Satteldach, erste Hälfte 19. Jahrhundert, 1938 umgestaltet; Stadel, eingeschossiger Bruchsteinbau mit Satteldach, 18./19. Jahrhundert. | D-3-71-148-14 | Wohnhaus                                      |
| Hauptstraße 15; 17 (Standort)                   | Ehemaliges Brauereigasthaus Schmid                                 | Zweigeschossiger, verputzter Massivbau in Ecklage, mit Krüppelwalmdach, 18./19. Jahrhundert; Steinstadel mit Halbwalmdach. | D-3-71-148-16 | Ehemaliges Brauereigasthaus Schmid            |
| Hauptstraße 16 (Standort)                       | Gasthaus Goldener Ochse                                            | Zweigeschossiger, giebelständiger Massivbau mit Krüppelwalmdach, einfacher Putzgliederung und Giebelluke, bezeichnet mit „1840“, im Kern wohl 18. Jahrhundert, westlich angeschlossen weitgehend baugleicher Parallelbau, wohl gleichzeitig. | D-3-71-148-17 | Gasthaus Goldener Ochse                       |
| Hauptstraße 19 (Standort)                       | Katholische Pfarrkirche St. Ägidius                                | Saalkirche, verputzter Westturm mit flachem Zeltdach von 1832–34, Satteldachbau aus Quader- und Bruchsteinmauerwerk mit Rundbogenportal 1933, Architekt Hans Döllgast (München), Vorgängerkirche 1486 erbaut, Stein mit Datierung am Haupteingang als Spolie wiederverwendet; 1972/73 Teilabriss und östlicher Erweiterungsbau, Architekt Günthner (Regensburg), mit Ausstattung aus Barock und Rokoko. | D-3-71-148-18 | weitere Bilder                                |
| Hauptstraße 23 (Standort)                       | Wohnhaus                                                           | Zweigeschossiger, verputzter Massivbau mit Walmdach, um 1700. | D-3-71-148-19 | Wohnhaus                                      |
| Hauptstraße 27 (Standort)                       | Gasthaus                                                           | Zweigeschossiger, verputzter Massivbau mit hohem Walmdach und teils mit Stichbogenlaibungen, 18. Jahrhundert; Stadel, zweigeschossiger Massivbau mit Halbwalmdach, Mitte 19. Jahrhundert. | D-3-71-148-20 | Gasthaus                                      |
| Hohenburger Straße (Standort)                   | Ehemaliger Kalkofen, sogenannter Flaschenofen                      | Hoher Rundbau aus Radialziegeln, um 1953. | D-3-71-148-44 | Ehemaliger Kalkofen, sogenannter Flaschenofen |
| Hohenburger Straße 2 (Standort)                 | Gasthaus                                                           | Zweigeschossiger, verputzter Massivbau mit Halbwalmdach, Anfang 19. Jahrhundert. | D-3-71-148-21 | Gasthaus                                      |
| Kreuzbergstraße 8, Dr.-Pfab-Straße 3 (Standort) | Friedhof                                                           | Katholische Friedhofskirche St. Georg, Saalkirche, verputzter Massivbau mit Satteldach, Zwiebeldachreiter und eingezogenem Chor, um 1550/60; mit Ausstattung; Leichenhaus, eingeschossiger, verputzter Massivbau mit Walmdach und in Arkaden geöffneter, dreiseitig vorspringender Vorhalle mit Dachreiter, frühes 20. Jahrhundert; Grabkreuz, schmiedeeisern, 19. Jahrhundert; Friedhofsmauer. | D-3-71-148-24 | weitere Bilder                                |
| Pfarrer-Haertle-Straße 1 (Standort)             | Wohnhaus                                                           | Zweigeschossiger, verputzter Massivbau mit Mansardwalmdach, nördlich mit zweigeschossigem Anbau, am Türsturz bezeichnet mit „1823“. | D-3-71-148-26 | weitere Bilder                                |
| Poststraße (Standort)                           | Grabplatte des Kaplans Ulrich Rostain                              | Reliefierter Stein mit Umschrift, bezeichnet mit „1460“. | D-3-71-148-55 | Grabplatte des Kaplans Ulrich Rostain         |
| Rathausstraße 1 (Standort)                      | Ehemaliger Hofmarkssitz, sogenanntes Oberes Schloss, jetzt Rathaus | Auf dem Platz einer früheren Wasserburg errichtet, dreigeschossiger, verputzter Massivbau mit Satteldach, oktogonalem Treppenturm und westlichem Anbau, durch Hans Jakob Hausner von c errichtet, im Kern 16. Jahrhundert, Inschriftentafel bezeichnet mit 158(.); Garteneinfassung mit roten Sandsteinpfeilern, Ende 18. Jahrhundert. | D-3-71-148-29 | weitere Bilder                                |
| Rathausstraße 2 ()                              | Ehemalige Remise, später Feuerwehrhaus                             | zweigeschossiger Satteldachbau, westlich mit Schopfwalm, Bruchsteinmauerwerk mit Fachwerkobergeschoss, um 1721 (dendrochronologisch datiert) | D-3-71-148-52 |                                               |

### Blaugrund
| Lage                  | Objekt    | Beschreibung                                   | Akten-Nr.     | Bild      |
| --------------------- | --------- | ---------------------------------------------- | ------------- | --------- |
| Dorfstraße (Standort) | Bildstock | Steinpfeiler mit Laterne, 18./19. Jahrhundert. | D-3-71-148-31 | Bildstock |

### Brunnhof
| Lage                  | Objekt        | Beschreibung                                                            | Akten-Nr.     | Bild          |
| --------------------- | ------------- | ----------------------------------------------------------------------- | ------------- | ------------- |
| Brunnhof 1 (Standort) | Marienkapelle | Massivbau mit Satteldach und einfacher Putzgliederung, 19. Jahrhundert. | D-3-71-148-32 | Marienkapelle |

### Eglsee
| Lage                 | Objekt        | Beschreibung                                                                | Akten-Nr.     | Bild           |
| -------------------- | ------------- | --------------------------------------------------------------------------- | ------------- | -------------- |
| In Eglsee (Standort) | Marienkapelle | Verputzter Massivbau mit Satteldach, Ende 19. Jahrhundert; mit Ausstattung. | D-3-71-148-34 | weitere Bilder |

### Emhof
| Lage                         | Objekt                                          | Beschreibung | Akten-Nr.     | Bild           |
| ---------------------------- | ----------------------------------------------- | --- | ------------- | -------------- |
| In Emhof (Standort)          | Katholische Filialkirche St. Jakobus der Ältere | Saalkirche, verputzter Massivbau mit Satteldach, eingezogenem, gerade geschlossenem Chor und Turm mit Zwiebelhaube, im Kern romanisch, im 18. Jahrhundert umgestaltet; mit Ausstattung.      | D-3-71-148-35 | weitere Bilder |
| In Emhof (Standort)          | Kapelle                                         | Verputzter Massivbau mit Satteldach, 18. Jahrhundert; mit Ausstattung. | D-3-71-148-38 | weitere Bilder |
| Schloßstraße 5, 7 (Standort) | Ehemaliges Schloss                              | Zweigeschossiger, verputzter Massivbau mit Halbwalmdach und teils einfacher Putzgliederung, 1816/17, im Kern älter; Gebäudeteil Nr. 7 entkernt und einschließlich Dachkonstruktion erneuert. | D-3-71-148-36 | weitere Bilder |

### Markhof
| Lage                  | Objekt  | Beschreibung                                                                               | Akten-Nr.     | Bild    |
| --------------------- | ------- | ------------------------------------------------------------------------------------------ | ------------- | ------- |
| In Markhof (Standort) | Kapelle | Massivbau mit Satteldach, Putzgliederung und Dachreiter, 19. Jahrhundert; mit Ausstattung. | D-3-71-148-39 | Kapelle |

### Pettenhof
| Lage                    | Objekt        | Beschreibung                                                                          | Akten-Nr.     | Bild          |
| ----------------------- | ------------- | ------------------------------------------------------------------------------------- | ------------- | ------------- |
| In Pettenhof (Standort) | Marienkapelle | Verputzter Massivbau mit Satteldach und Figurennische, zweite Hälfte 18. Jahrhundert. | D-3-71-148-41 | Marienkapelle |

### Winbuch
| Lage                       | Objekt                                                              | Beschreibung | Akten-Nr.     | Bild           |
| -------------------------- | ------------------------------------------------------------------- | --- | ------------- | -------------- |
| Am Schloßberg 2 (Standort) | Ehemaliges Landsassengut                                            | Zweigeschossiger Massivbau mit hohem Walmdach, einfacher Putzgliederung und Wappen, 17./18. Jahrhundert, Westportal bezeichnet mit „1795“.                                                                    | D-3-71-148-43 | weitere Bilder |
| Roßbergweg 1 a (Standort)  | Katholische Filialkirche St. Bartholomäus, ehemalige Schlosskapelle | Verputzter Massivbau mit Satteldach, halbkreisförmiger Apsis und Zwiebeldachreiter, im Kern romanisch, Umbauten bezeichnet mit „1795“; mit Ausstattung; Friedhofsmauer aus Bruchsteinen, 17./18. Jahrhundert. | D-3-71-148-42 | weitere Bilder |

## Ehemalige Baudenkmäler
In diesem Abschnitt sind Objekte aufgeführt, die früher einmal in der Denkmalliste eingetragen waren, jetzt aber nicht mehr. Objekte, die in anderem Zusammenhang also z. B. als Teil eines Baudenkmals weiter eingetragen sind, sollen hier nicht aufgeführt werden. Aktennummern in diesem Abschnitt sind ehemalige, jetzt nicht mehr gültige Aktennummern.

| Lage                                         | Objekt                                | Beschreibung | Akten-Nr.     | Bild                                  |
| -------------------------------------------- | ------------------------------------- | --- | ------------- | ------------------------------------- |
| Schmidmühlen Hammerstraße 20 (Standort)      | Wappenstein                           | Bezeichnet mit „1729“. Originaler Anbringungsort am ehemaligen Hammerwerk, errichtet von Anna Elisabetha von Vischbach, Witwe des Erbauers des Hammerschlosses Johann Hector von Vischbach. Heute Wohnhaus. | D-3-71-148-5  | Wappenstein                           |
| Schmidmühlen Hauptstraße 9 (Standort)        | Zwei Wappensteine                     | Einer davon bezeichnet mit „1589“, mit Handwerkszeichen. | D-3-71-148-11 | weitere Bilder                        |
| Schmidmühlen Hauptstraße 11 (Standort)       | Türsturz                              | Bezeichnet mit „1841“. | D-3-71-148-13 | weitere Bilder                        |
| Schmidmühlen Hauptstraße 14 (Standort)       | Inschriftstein vom Vorgängerbau       | Bezeichnet mit „1566“; an der neuen Hofmauer der Raiffeisenbank. | D-3-71-148-15 | Inschriftstein vom Vorgängerbau       |
| Schmidmühlen Hohenburger Straße 4 (Standort) | Zwei gusseiserne Platten am Wohnhaus  | Eine bezeichnet mit „1864“, mit Handwerkerzeichen der Binder. | D-3-71-148-22 | Zwei gusseiserne Platten am Wohnhaus  |
| Schmidmühlen Hohenburger Straße 6 (Standort) | Wirtschaftsgebäude mit Fachwerkgiebel | Erste Hälfte 19. Jahrhundert. | D-3-71-148-23 | Wirtschaftsgebäude mit Fachwerkgiebel |
| Schmidmühlen Poststraße 5 (Standort)         | Mühlengebäude                         | Zweigeschossiger Satteldachbau, ehemalige Obere Mühle, 19. Jahrhundert. | D-3-71-148-28 | Mühlengebäude                         |
| Brunnmühle Brunnmühle 2 (Standort)           | Mühlengebäude                         | Über der Tür Wappen, bezeichnet mit „1711“. | D-3-71-148-33 | weitere Bilder                        |
| Oberadlhof Oberadlhof 1 (Standort)           | Wohnstallbau                          | 18. Jahrhundert, mit Krüppelwalmdach am Stallteil. | D-3-71-148-40 | Wohnstallbau                          |